# Phlegmariurus
Phlegmariurus é um gênero de vegetais da família Lycopodiaceae e da ordem Lycopodiales de distribuição Pantropical, havendo uma grande diferença entre uma espécie do Novo Mundo e do Velho Mundo, mas não o suficiente para esse gênero se dividir em dois.

## Espécies e distribuição geográfica
A Distribuição geográfica do gênero é extremamente ampla, com espécies encontradas na América do Norte, América Central, América do Sul, incluindo o Brasil nos estados Amazonas, Bahia, Minas Gerais, Rio Grande do Sul, Paraná, Rio de Janeiro, Santa Catarina e São Paulo, e na África, Oceania e Ásia. Contendo 307 espécies, sendo essa a lista de 18 espécies do gênero:
- Phlegmariurus afromontanus
- Phlegmariurus affinis
- Phlegmariurus acutus
- Phlegmariurus acifolius
- Phlegmariurus acerosus
- Phlegmariurus arcuatus
- Phlegmariurus aqualupianus
- Phlegmariurus andinus
- Phlegmariurus amentaceus
- Phlegmariurus ambrensis
- Phlegmariurus attenuatus
- Phlegmariurus ascendens
- Phlegmariurus aristei
- Phlegmariurus badinianus
- Phlegmariurus axillaris
- Phlegmariurus austrosinicus
- Phlegmariurus austroecuadoricus
- Phlegmariurus australis